# Ordine ionico

Ordine ionico:
1 - trabeazione
2 - colonna
3 - cornice
4 - fregio
5 - architrave o epistilio
6 - capitello (composto da abaco e volute)
7 - fusto
8 - base
9 - stilobate
10 - stereobate

L'ordine ionico è il secondo dei tre ordini architettonici classici. Questo ordine assorbe e rielabora motivi orientali; la ricca decorazione orna la struttura architettonica senza appesantirla.
Tradizionalmente è riferito al complesso delle tradizioni artistico-culturali riferibili al gruppo etnico degli Ioni, insediati sulle coste dell'Asia Minore (Iònia), a stretto contatto con le culture dell'Oriente.
Lo stile ionico in epoca arcaica non appare ancora così organicamente configurato come quello dorico: esso infatti la sua più valida definizione solo nella successiva epoca classica (per esempio, in alcuni monumenti dell'Acropoli di Atene).
Ad Atene si possono trovare due esempi di ordine ionico di epoca classica: l'Eretteo e il tempio di Atena Nike (entrambi sull'Acropoli).
La fondazione del tempio era in genere in pietra locale ed è chiamata euthynteria, su di essa poggiano i gradini di accesso al tempio (crepidoma). A differenza dell'ordine dorico, le colonne ioniche non poggiano direttamente sullo stilobate, ma su una base formata da due elementi (Asia Minore), uno chiamato toro di forma convessa, sul quale stava la scozia di forma concava. In Grecia abbiamo invece due tori con in mezzo la scozia. In età romana a quest'ultima "base attica" greca, si aggiungerà la "base composita", con il raddoppio della scozia intermedia. 
Al di sopra della base si ergeva il fusto, di proporzioni più snelle rispetto a quello dell'ordine dorico e privo di rastremazione. Le scanalature erano 24 ed erano separate da listelli, invece che incontrarsi a spigolo acuto come nel fusto dorico, mentre l'altezza poteva arrivare anche a 10 volte il diametro della base.
Sulla colonna poggiava il capitello ionico, decorato con volute. Il centro della voluta è detto occhio e può essere decorato. Su di esso l'abaco molto appiattito.
Sopra il capitello poggia la trabeazione, costituita da un architrave, formato da tre fasce aggettanti l'una su l'altra e con un coronamento decorato da modanature, dal fregio, una fascia continua, spesso decorato con rilievi figurati o vegetali e da una cornice (geison) con dentelli, sormontata da una sima (gronda con gocciolatoi per lo scolo dell'acqua piovana dal tetto). Nei templi la cornice sale obliquamente a formare il frontone, che ospita il timpano).
Il problema di questo ordine si pone nel capitello angolare, dato che il capitello ionico presenta le facce diverse: le due facce principali presentano le volute, mentre sui lati queste sono raccordate da un pulvino. Nel tempio dell'Eretteo le facce principali vennero realizzate su due lati contigui, costringendo la voluta sullo spigolo ad un anomalo andamento